# Bathory (film)
Bathory – film historyczny z 2008 roku w reżyserii Juraja Jakubiska. Film jest międzynarodową anglojęzyczną koprodukcją, zrealizowaną na podstawie biografii Elżbiety Batory, uważanej za jedną z największych morderczyń w historii.  
Jest to jedna z najdroższych superprodukcji zrealizowanych w Europie Wschodniej.

## Główne role
- Anna Friel – hrabina Elżbieta Batory
- Karel Roden – Jerzy VII Thurzo
- Vincent Regan – Franciszek Nádasdy
- Hans Matheson – Merisi/Caravaggio
- Franco Nero –  króla Maciej Habsburg
- Deana Jakubisková-Horváthová – Darvulia
- Bolek Polívka – Monk Peter
- Antony Byrne – Pastor Ponicky
- Jiří Mádl – Neophyte Cyril
- Lucie Vondráčková – Lucia
- Marek Majeský – Gabriel Batory
- Vincenzo Nicoli – Zsigmond Batory
- Míra Nosek – Nikola Zrinski
- Marek Vašut – Gabriel Bethlen
- Hana Vagnerová – Margita
- Jana Oľhová – Dora
- Michaela Drotárová – Erika
- Sandra Pogodová – Sára

## Nagrody i wyróżnienia
W 2009 roku film otrzymał Czeskie Lwy w kategorii: „Najlepsza scenografia” (Jaroslava Pecharová, Juraj Jakubisko). Był też nominowany w kategorii: „Najlepsza aktorka” (Anna Friel) i „Najlepsze zdjęcia” (F.A. Brabec, Ján Ďuriš).